# Serpa
Serpa là một huyện thuộc tỉnh Beja, Bồ Đào Nha. Huyện này có diện tích 1107 km², dân số thời điểm năm 2001 là 16723 người.